# 泉章居

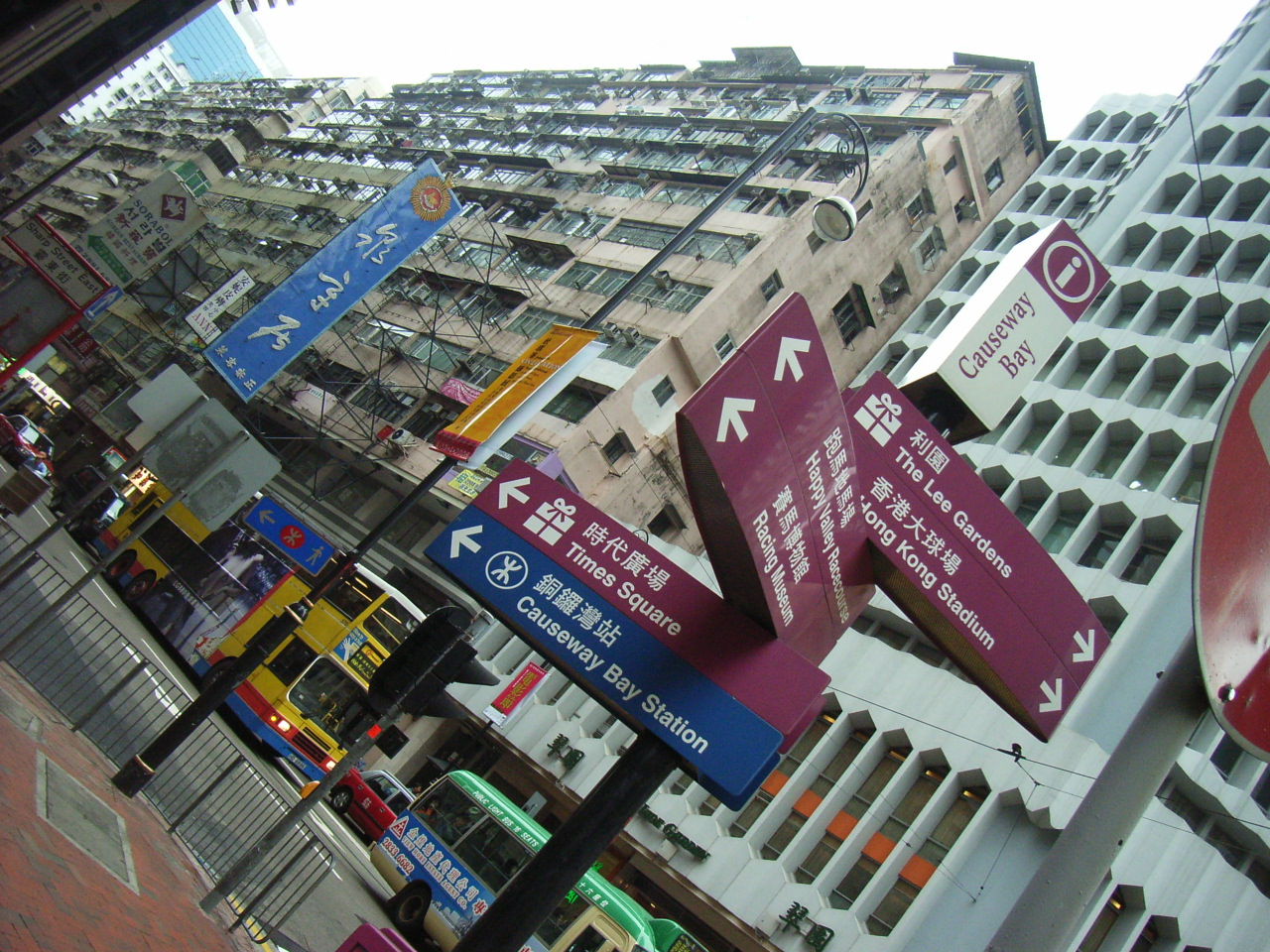
泉章居銅鑼灣波斯富街舊店，近利舞台廣場

泉章居，香港著名客家菜食肆，有70年歷史，以鹽焗雞、霸王雞、炸大腸等客家菜色聞名。現時只在上環設有分店。

## 創業
1940年代由陳奕泉及陳日章在廣東省興寧市創辦，1949年他們來港後，「泉章居」亦遷往香港。香港首間「泉章居」位於深水埗北河街138號，1954年在石峽尾巴域街57號開分店，1961年12月22日又在深水埗大埔道194至196號開分店。後來兩人分開做，陳奕泉留守老店，九龍城另開分店，陳日章創辦了「醉瓊樓」，1956年4月在銅鑼灣樂聲戲院旁開設第一間醉瓊樓，其他醉瓊樓，有些是陳氏經營的，如1958年在佐敦西貢街開的分店，有些是舊伙計離職後開的，也有跟原班人馬沒關係的，只因醉瓊樓有名氣，於是出現好多「XX醉瓊樓」、「醉瓊樓X店」。於1979年，陳日章又於旺角通菜街創辦了客家菜館「日章居」，日章居於1991年結業。
「泉章居」現任董事總經理是陳氏家族第二代陳錫輝，原受聘於客家菜館「醉瓊樓」。
踏入2000年代，泉章居只餘下旺角及銅鑼灣兩間分店。2014年在上環干諾道中133號開設分店，為至今最新的分店。由於生意不景以及疫情關係，銅鑼灣及旺角分店分別於2019年及2021年因長期虧損而結業，令泉章居這個招牌只餘下上環分店一家。

## 招牌題字
泉章居前巴域街店的招牌，由時任中華民國監察院院長的名書法家于右任於1954年所題，店樓房外墻的招牌題字有于右任的簽名和蓋印，是香港少有的草書招牌。店家稱當年于右任喜愛泉章居的鹽焗雞，因而題字相送；又有說，第一代老闆陳奕泉是國民黨的忠實支持者，堅持所有食材及用具均需產自台灣或有關之商號，可能因這關係獲于右任題字。
巴域街店以後的分店，招牌題字雖然仍是草書，但不再有于右任簽名和蓋印，且寫法與巴域街店的明顯不同，是否也是于右任所題成疑。

## 分店

### 旺角店
於1964年開業。原位於花園街91至95號地下、閣樓及一樓部分，面積共約8,200呎的物業原由泉章居陳氏家族或有關人士持有，2003年3月出售後，遷往奶路臣街33號依利大廈原稻香旺角分店，鄰近亞皆老街港鐵旺角東站以南，中國旅行社旺角分社得寶大廈以東，麥花臣遊樂場以北，最後亦於2021年尾結業。（現茶皇殿）

### 銅鑼灣店
1986年創辦。2005年12月，泉章居將自用了20年，位於波斯富街108-120號地下B舖、1及2樓全層，總面積2.14萬呎的銅鑼灣分店物業出售，之後租用軒尼詩道銅鑼灣廣場第1期7樓和8樓面積20,000呎的舖位繼續營業，於2017年改為只租用8樓舖位繼續營業，最終該分店於2019年尾結業。

### 上環店
於2014年開業，位於上環干諾道中133號誠信大廈地下C舖及1樓。約於2021年曾遷移至永樂街109號，後於2022年遷回原址。

## 外部連結
- 泉章居九龍店地址 （页面存档备份，存于）